# Open Source Definition
The Open Source Definition (La Definición de Código Abierto) es un documento publicado por Open Source Initiative (OSI, Iniciativa para el Código Abierto en español), para determinar si la licencia de un software puede ser etiquetado con la marca certificada de software de código abierto.
La definición está basada en las directrices de software libre de Debian, escrito y adaptado ante todo por Bruce Perens con aportaciones de Eric S. Raymond y otros.

## Definición
Introducción
Código abierto no significa solo acceso al código fuente. Los términos de los programas de software libre deben cumplir los siguientes criterios:
1. Libre redistribución La licencia no debe restringir a nadie la venta o liberación del software como una distribución agregada del software que contenga programas provenientes de diferentes fuentes. La licencia no debe requerir ningún tipo de royalty o tarifa para dicha venta.
2. Código fuente El programa debe incluir el código fuente y debe permitir la distribución tanto en forma de código o de programa compilado. Aunque algunas formas de producto no son distribuidas con código fuente debe haber alguna manera bien publicitada para obtener el código por un coste no mayor al de producción, preferiblemente, descargándolo vía Internet sin coste alguno. El código fuente debe estar preferentemente en un formato en el que el programador pueda modificar el programa. Complicar código deliberadamente no está permitido. Los formatos intermedios, tales como la salida de un preprocesador o un traductor, no están permitidos.
3. Trabajos derivados La licencia debe permitir modificaciones y trabajos derivados, y debe permitir que sean distribuidos bajo los mismos términos de la licencia del programa original.
4. Integridad del autor del código fuente La licencia puede restringir la distribución del código fuente únicamente en su formato modificado si la licencia permite la distribución de "archivos parche" con el código con el propósito de modificar el programa en tiempo de compilación. La licencia debe permitir explícitamente la distribución de software compilado a partir de código fuente modificado. La licencia puede exigir que los trabajos derivados lleven un nombre diferente o un número de versión respecto del software original.
5. No discriminación contra personas o grupos La licencia no puede discriminar en contra de una persona o grupo de personas.
6. No discriminación contra áreas de trabajo La licencia no debe restringir a nadie el uso de un programa en un área de trabajo específica. Por ejemplo, no puede restringir que el programa sea utilizado para un negocio o en investigación genética.
7. Distribución de la licencia Los derechos unidos al programa deben aplicarse a todos aquellos a los que el programa es redistribuido sin necesidad de iniciar una licencia adicional para esas partes.
8. La licencia no debe ser específica para un producto Los derechos unidos al programa no deben depende de que el programa sea parte de una distribución de software en particular. Si el programa se separa de esa distribución y es utilizado o distribuido fuera de los términos de la licencia del programa, todas las partes a las cuales el programa es redistribuido deben tener los mismos derechos que aquellos que se garantizan en conjunto con la distribución de software original.
9. La licencia no debe restringir otros programas La licencia no debe poner restricciones en otros programas que son distribuidos junto con el software licenciado. Por ejemplo, la licencia no puede insistir en que todos los demás programas distribuidos por el mismo medio deben ser software de código abierto.
10. La licencia debe ser neutral a la tecnología Ninguna provisión de la licencia puede basarse en una tecnología individual o estilo de interfaz.

## Recepción

### Posición de la Free Software Foundation (FSF)
La definición del movimiento de software de código abierto del software de código abierto aportada por la Open Source Initiative las definiciones oficiales de software libre aportadas por la Free Software Foundation se refieren básicamente a las mismas licencias de software (con unas pocas excepciones, véase Anexo:Comparación de licencias de software libre), por lo tanto, ambas definiciones mantienen las mismas cualidades y valores.
A pesar de eso, el fundador de FSF, Richard Stallman, enfatiza las diferencias filosóficas fundamentales cuando comenta: "El término “software de código abierto” es utilizado por alguna gente para indicar más o menos la misma categoría que software libre. No es exactamente el mismo tipo de software: ellos aceptan algunas licencias que nosotros consideramos demasiado restrictivas, y hay licencias de software libre que ellos no aceptan. Sin embargo, las diferencias el la extensión de la categoría son pequeñas: casi todo el software libre es de código abierto, y casi todo el código abierto es libre."

### Open Knowledge
La Fundación de Conocimiento Abierto(OKF) describió en su Definición Abierta para contenido abierto, datos abiertos y contenido abierto, "abierto/libre" como sinónimos en las definiciones de abierto/libre en el Open Source Definition, la Definición de Software Libre y la Definición de Trabajos Culturales Libres: "Este significado esencial iguala el de "abierto" con respecto al software como en el Open Software Definition y es sinónimo de "libre" como en la Definición de Software Libre y de la Definición de Trabajos Culturales Libres."